# 周泰峙
周泰峙（1575年—？），字象石，號孟巖，南直隸鎮江府金壇縣人，明朝政治人物。

## 生平
萬曆三十一年（1603年）癸卯科應天鄉試第五名舉人，三十五年（1607年）丁未科進士。授大理寺評事，三十八年升工部都水司主事，三十九年升郎中，四十年閏十一月升順德府知府，升俸一級，四十四年升山東副使，四十七年升河南右參政，天啟元年升湖廣按察使，二年考察，三年降補山西副使，五年升山東右參政、分巡海右，駐登州府。六年十月升山東按察使，七年升福建右布政使，崇禎二年升雲南左布政使，考察去職。

## 家族
曾祖周潛；祖父周杲；父周于德，贈河南布政使司右參政。母王氏，贈安人。永感下。兄周應秋（吏部尚書）、周廷侍，弟周召詩、周當時、周維持。子周鑣。